# 石井五郎
石井 五郎（いしい ごろう、1888年 - 1951年）は、日本の実業家。阪神電鉄副社長、草創期の大阪野球倶楽部監査役などを務めた。

## 来歴・人物
1904年（明治37年）東京府立第一中学校を卒業。以後、第一高等学校を経て、東京帝国大学法科大学卒業。1912年（大正元年）、高文合格。近江銀行入行。1934年（昭和9年）朝日海上火災保険（現在のあいおいニッセイ同和損害保険）専務取締役就任。
1935年（昭和10年）4月25日、阪神電鉄の堀啓次郎社長、山口覚二常務が辞任し、今西与三郎専務が社長に就任すると、その後任専務として石井が朝日海上火災専務取締役から阪神電鉄専務取締役に就任した。山口の後任常務には岡喜太郎が就いた。同35年12月10日、創立なった大阪野球倶楽部の監査役に就任（1935年 - 1947年）し、草創期の阪神タイガース設立に細野躋取締役支配人（のち専務）らと関わった中心の一人である。
草創期の大阪野球倶楽部（大阪タイガース）のフロントは、専務取締役（球団代表）が富樫興一で、電鉄本社の係長ながら慶大野球部出身ゆえの抜擢。常務取締役は田中義一で、のちの2代目球団代表で藤村排斥事件で辞任。取締役支配人は中川政人。そしてお目付役として電鉄本社専務の石井らが監査役に就いた。その他、取締役会長が松方正雄。初代タイガース監督には、田中義一が同窓関大野球部の本田竹蔵を推してたが、興行面から当時人気の東京六大学から人選され、大阪明星商業出身で明大助監督谷沢梅雄が内定した。しかし、谷沢は明大監督になり、早大の森茂雄に決定した経緯がある。
1942年（昭和17年）10月、副社長に就任、次期のトップマネージメントを担うと目されていたが、終戦後の組合闘争、労働争議の激化と共に辞任を要求され、同時期に阪神を支えてきた細野躋専務と共に、1946年（昭和21年）6月、副社長にて辞任。1951年（昭和26年）、62歳で死去。